# Carlos Francisco

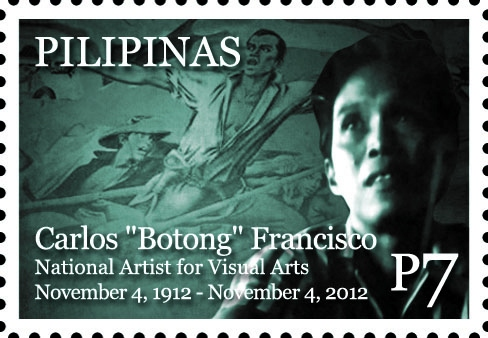
Carlos Francisco

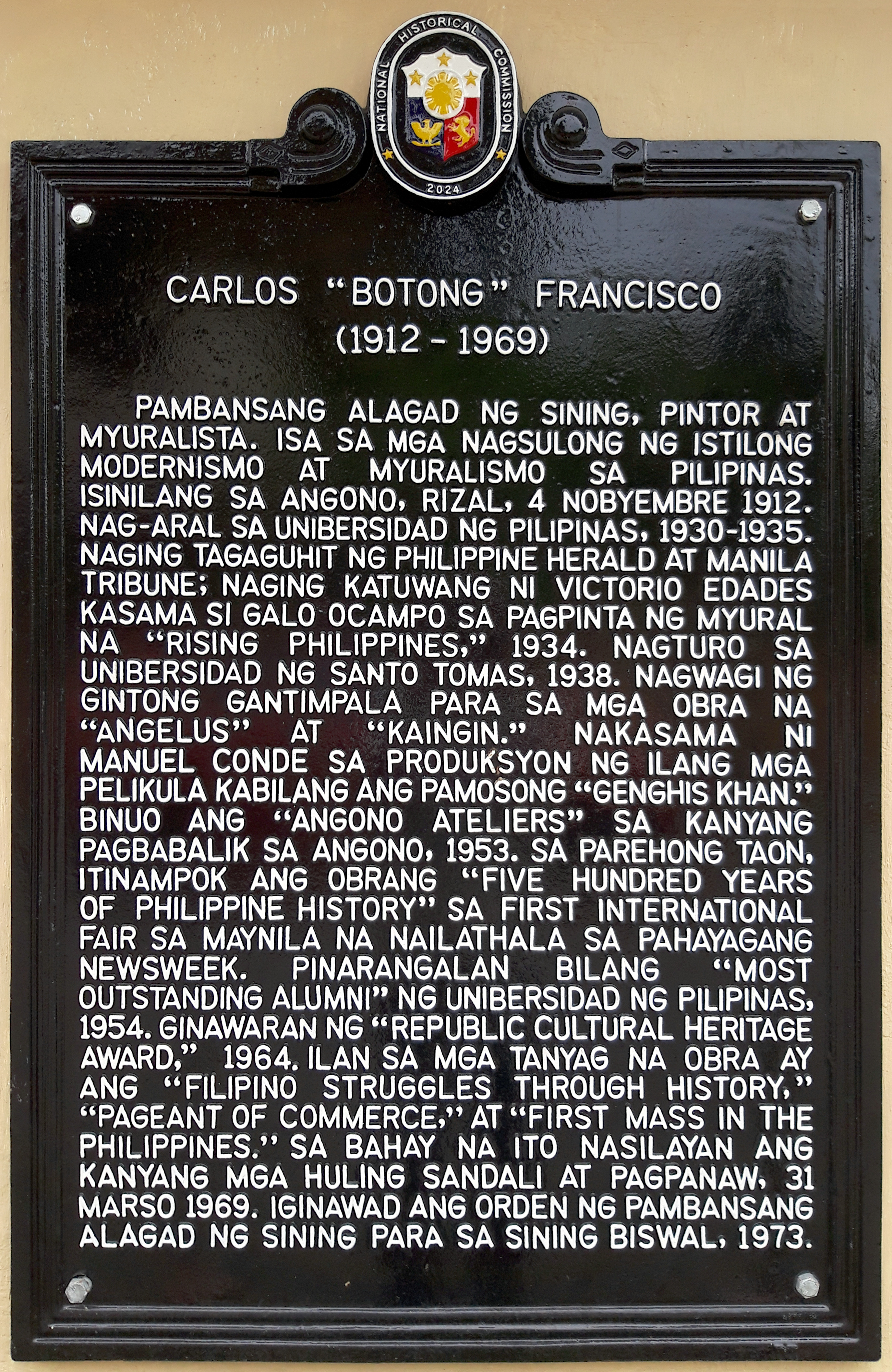
Gedenkplaat

Carlos Villaluz Francisco (Angono, 4 november 1912 – aldaar, 31 maart 1969), ook wel bekend onder zijn bijnaam Botong, was een Filipijns muralist. Hij wordt beschouwd als de belangrijkste muurschilders uit de Filipijnse geschiedenis en staat vooral bekend om zijn historische schilderingen. Het werk van Francisco wordt gekenmerkt door zijn foutloze gevoel voor compositie, vloeiende lijnen en overvloedig gebruik van kleur. In 1973 werd Francisco postuum onderscheiden met de titel Nationaal kunstenaar van de Filipijnen. Naast zijn muurschilderingen, was Francisco samen met filmmaker Manuel Conde ook actief in de Filipijnse filmindustrie.

## Biografie
Botong groeide op in Angono, een gemeente in de Filipijnse provincie Rizal. Zijn vader produceerde er wijn en overleed toen hij vijf jaar oud was. Als een van de weinigen uit Angona kreeg Batong na zijn middelbareschoolopleiding de gelegenheid om verder te studeren. Hij studeerde aan de School of Fine Arts van de University of the Philippines. Directeur van deze opleiding was Fabian de la Rosa, een prominent Filipijns kunstschilder. Kort voor het einde van de middelbare school zag Botong zich echter gedwongen te stoppen met zijn opleiding om te gaan werken.
Hij begon zijn carrière als stagiair bij de Philippine Herald, later werkte hij als illustrator bij La Vanguardia en de Manila Tribune. Kort voor de Tweede Wereldoorlog trad hij in dienst als docent van de nieuw opgerichte Faculteit voor Architectuur en Kunst van de University of Santo Tomas. Na het uitbreken van de oorlog keerde hij terug naar zijn geboorteplaats Angono, waar hij zich aansloot bij de lokale guerrillabeweging.
Na de oorlog keerde hij weer terug in zijn oude baan als docent aan de University of Santo Tomas. Al vrij snel kende de populariteit van zijn muurschilderingen een grote vlucht. Eind 1947 stopte hij met zijn baan als docent, om zich volledig te richten op zijn artistieke werk. In juli 1948 won zijn werk Kaingin de eerste prijs op de jaarlijkse tentoonstelling van Filipijnse kunst van het Philippine National Museum. De prijs bevestigde zijn status als een van de meest vooraanstaande kunstenaars van de Filipijnen. Gaandeweg kreeg hij steeds meer grote opdrachten, zo maakte hij muurschilderingen voor bekende Filipino’s als Carmen Planas, José Yulo en Eugenio Lopez. Ook kreeg hij grote opdrachten voor publieke gebouwen, zoals Musikong Bumbong, in het Fiesta Pavillion van het Manila Hotel, een schildering voor de Keg Room van Jai Alai, de bayanihan-scene voor de Philippine Bank of Commerce, een vier-panelen-schildering voor het Philippine General Hospital en beschilderde hij muren van stations de kapel van de Far Eastern University en de Santo Domingo Church.
In de jaren 50 was de beroemdheid van Botong op een hoogtepunt. In 1953 werd hij unaniem gekozen om de hoofdingang van eerste Filipijnse International Fair te beschilderen. Het thema van dit meesterwerk was "500 jaar vooruitgang in de Filipijnen". Het Amerikaanse weekblad Newsweek publiceerde dit werk prominent op de middenpagina’s van het blad en daarmee werd Botong de eerste Filipijnse kunstenaar die zoveel aandacht kreeg in een internationaal gerenommeerd tijdschrift. Het werk werd verloren toen het kort na de expositie werd afgebroken.
Naast zijn werk als muurschilder was Francisco in de jaren 40 en 50 ook actief in de Filipijnse filmindustrie, waarbij hij voornamelijk samenwerkte met filmmaker en Filipijns nationaal artiest Manuel Conde. Zo schreef hij het script voor Ghenghis Khan, Putol na Kampilan, (1950) Tatlong Labuyo (1953) en ontwierp hij de kostuums voor Prinsipe Teñoso (1941), Ibong Adarna (1941), Siete Infantes de Lara (1950), Romeo at Julieta (1951) en de Juan Tamad-serie.
Met het geld dat hij verdiende als kunstenaar kon Botong prima leven in zijn geboorteplaats. Op 31 maart 1969 overleed Botong op 57-jarige leeftijd aan de gevolgen van een gebarsten ader, toen hij uitbundig aan het lachen was bij het bekijken van zijn favoriete televisieshow.
- Gemeinsame Normdatei: 143459112
- International Standard Name Identifier: 0000 0004 5305 0095
- Library of Congress Control Number: n85174488
- Nederlandse Thesaurus van Auteursnamen: 284815578
- Système universitaire de documentation: 171658361
- Virtual International Authority File: 65445573
- WorldCat: E39PBJxCBJxgtmC9dKDh99Btrq